# Knipowitschia montenegrina
Knipowitschia montenegrina — вид прісноводних риб з родини Gobiidae, до 2,8 см довжиною. Ендемік Чорногорії, зустрічається виключно у річці Морача на півдні країни.